# Svenska mästerskapet i handboll för herrar 1938/1939
Svenska mästerskapet i handboll 1938/1939 vanns av Upsala Studenters IF. Deltagande lag var DM-vinnarna från respektive distrikt.

## Omgång 1
- Sandvikens IF–Stockholms-Flottans IF 8–5
- Visby AIK–Upsala Studenters IF w.o.
- GoIF Fram–IFK Karlskrona 15–11
- IS Halmia–Ystads IF HF 6–12

## Omgång 2
- Bodens BK–Umeå IK 13–24
- Sandvikens IF–Upsala Studenters IF 11–14
- GoIF Fram–Ystads IF HF 6–8
- Örebro SK–KFUM Köping 10–9
- GUIF–Norrköpings AIS 19–7
- Skövde AIK–IF Göta 19–3
- IFK Uddevalla–Redbergslids IK 5–24

## Kvartsfinaler
- Umeå IK–IFK Östersund w.o.
- Upsala Studenters IF–Ystads IF HF 13–6
- Örebro SK–GUIF 7–11
- Skövde AIK–Redbergslids IK 5–16

## Semifinaler
- Umeå IK–Upsala Studenters IF 7–12
- GUIF–Redbergslids IK 9–19

## Final
- Upsala Studenters IF–Redbergslids IK 7–6